# Bures-i Eschiva tripoliszi grófné
Bures-i Eschiva (? – 1187 után) galileai hercegnő, férje, Rajmund révén 1174-től Tripolisz grófnéja.

## Élete
Apja, Bures-i Gottfried keresztes lovag volt. 1158-ban örökölte bátyjai, Bures-i Elinard és II. Bures-i Vilmos után a Galileai Fejedelemséget. 1159-ben férjhez ment Saint-Omer-i Valterhez, akitől négy fia született, Hugó, Vilmos, Rudolf és Odo. 1174-ben, Valter halálát követően feleségül ment III. Rajmund tripoliszi grófhoz. Ekkor a királyság második leggazdagabb örökösnőjének számított.
1187 nyarán, amikor Szaladin szultán a keresztes sereg tőrbecsalása végett Tibériás városát kezdte ostromolni, Eschiva a városban tartózkodott és már az ostrom első napján a fellegvárba szorult vissza kis létszámú őrségével. Férje - előrelátóan - ennek tudatában sem támogatta, hogy egy keresztes felmentő sereg induljon a város és a grófné megmentésére a tikkasztó hőségben. Kijelentette, hogy ha feleségét foglyul ejtenék, kiváltja, ha a fellegvárat lerombolnák, újjáépíttetné. Férje mellett előző házasságából született fiai is Guidó jeruzsálemi király seregében harcoltak a muzulmánok ellen. A Tibériás közelében lezajlott hattíni csatából férjének csapatostul sikerült kitörnie, de a keresztes sereg nagy része ott veszett.
Július 5-én Eschiva feladta Tibériást. Szaladin kegyes volt Tripolisz grófnéjához és megengedte, hogy háza népével együtt Tripoliszba távozzon, ahol férje már várta. Rajmund még ugyanazon év őszén mellhártyagyulladásban meghalt. Eschivának második férjétől gyermekei nem születtek. További sorsa ismeretlen.